# Meritocrație
Meritocrația este o formă de guvernământ sau de organizare în care nominalizarea este făcută și sarcinile sunt atribuite pe baza abilității (meritelor) și talentului, nu pe baza averii (plutocrație), originii, legăturilor de familie (nepotism), privilegiilor de clasă (aristocrație), dreptului primului ocupant, popularității (democrație) sau a altor factori determinanți privind poziția socială sau puterea politică.
Cuvântul meritocrație este adesea utilizat în zilele noastre pentru a descrie un tip de societate în care bogăția și poziția socială sunt obținute în principal prin competiție, sau prin talent și competență demonstrate. Principiul este că o poziție investită cu responsabilități și prestigiu social trebuie dobândită, nu moștenită sau obținută prin criterii arbitrare. Meritocrația este, de asemenea, termenul folosit pentru a descrie sau critica o societate concurențială care acceptă decalaje inechitabile ale venitului, averii și poziției sociale în funcție de talent, merit, competență, motivație și efort.

## Originile termenului
Termenul „meritocrație” a fost folosit pentru prima oară într-un sens peiorativ de către Michael Young în cartea lui, The Rise of the Meritocracy (Ascensiunea meritocrației), 1958, care descrie un viitor anormal în care poziția socială este determinată de coeficientul de inteligență (IQ), plus efort. În carte acest sistem social duce la o revoluție socială în care masele răstoarnă elita devenită arogantă și ruptă de restul lumii.
În ciuda originii negative a termenului, mulți consideră că un sistem meritocratic este o alegere bună pentru societate. Susținătorii meritocrației argumentează că un asemenea sistem este mai just, mai productiv decât alte sisteme și permite evitarea discriminărilor bazate pe sex, rasă sau relații sociale. Pe de altă parte, oponenții meritocrației argumentează că principala anomalie, relevată de Young - existența unei clase meritocratice care monopolizează accesul la merit și la criteriile lui de definire, iar prin asta își perpetuează propria putere, statutul social și privilegiile - a apărut rapid în multe, dacă nu toate societățile care au experimentat meritocrația.
Redactând Declarația de independență, Thomas Jefferson a avut în vedere capitolul 5 al cărții Second Treatise of Civil Government de John Locke, în care este descrisă o societate în care proprietatea este fundamentată prin muncă. Locke argumentează că achiziționarea unei proprietăți nu este imorală cât timp este obținută prin muncă, iar rostul ei este satisfacerea necesităților. Prin urmare, societatea ar fi stratificată în mod necesar, dar prin merit, nu prin origine. Această doctrină a hărniciei și meritului este opusă leneviei și moștenirii, fiind un puternic argument împotriva monarhiei și aristocrației, și în favoarea republicii.
Adesea, oponenții conceptului de meritocrație argumentează că inteligența sau efortul sunt caracteristici practic imposibil de măsurat exact. Ca urmare, în opinia lor, orice introducere a meritocrației se face cu un mare grad de nesiguranță și este inerent dubioasă. Pe de altă parte, cei care susțin economia de piață liberă cred că aceasta poate și trebuie să recompenseze meritul.
De asemenea, meritocrația a fost criticată ca fiind un mit, folosit mai degrabă la perpetuarea status quo; meritul putând fi definit în funcție de succes, succesul însuși definind meritul, nu că succesul ar fi predeterminat de criterii științifice de merit.

## Darwinismul social
Darwinismul social este o teorie sociologică care aplică teoria lui Darwin despre evoluția prin selecție naturală a societății. Darwinismul social a fost popular pe la sfârșitul secolului al XIX-lea, până la sfârșitul celui de al Doilea Război Mondial. Susținătorii darwinismului social îl foloseau la justificarea inechității sociale, ca fiind de proveniență meritocratică.

## Susținători proeminenți

#### Confucius
„În învățământ nu trebuie făcută deosebirea de clasă.” - Convorbiri XV.
Câțiva admiratori ai lui Confucius, ca Voltaire și H. G. Creel, au subliniat o idee inovativă a lui Confucius: înlocuirea nobilimii de sânge cu una a virtuții. Un om din popor care își cultivă calitățile poate deveni un om superior, în timp ce un fiu nevolnic de rege poate rămâne un om de nimic. Faptul că a permis oricui sa-i fie discipol (învățăturile sale vizau formarea de conducători) este un indiciu limpede că el n-a susținut pe de-a-ntregul structurile feudale din societatea chineză.
Ideea de meritocratie a dus la introducerea sistemului de Examinare Imperială in China . Acest sistem permitea ca oricine trece examenul sa fie oficial guvernamental , o funcție care aducea onoare si bogăție întregii familii . Sistemul a început în 165 BC , când anumiți candidați pentru funcții publice trebuiau să se prezinte la capitală pentru examinarea calităților morale de cǎtre împǎrat . În secolele următoare sistemul s-a extins , majoritatea celor care doreau funcții de administrare trebuiau să-și dovedească aptitudinile trecând examenele guvernamentale .

#### Han Feizi
În afară de Confucius, alt filozof chinez din acea perioadă a susținut un sistem meritocratic pentru guvernământ și societate. Acesta a fost Han Feizi, care a fost un precursor al susținătorilor „Școlii legii” („legalism”). Principiul de bază era supremația absolută a legii, dar apăreau și numeroase elemente meritocratice. Alt legalist, Shang Yang, a introdus reforme legaliste și meritocratice în statul Qin prin abolirea aristocrației și promovarea oamenilor pe baza aptitudinilor, inteligenței și spiritului de inițiativă. Asta a dus la faptul că armatele Qin erau superioare celor ale altor state, conduse prin vechiul sistem aristocratic. Legalismul, ca sistem antiaristocratic și meritocratic a fost cheia filozofiei și politicii chineze în următoarele două milenii, mult după dispariția dinastiei Qin.

#### Ginghis Han
Meritocrația a fost principala formă de selecție a generalilor din Imperiul Mongol. Ginghis Han a ales oameni talentați pentru comanda trupelor sale. A avut încredere chiar și în generali și soldați din armatele adverse, dacă și-au demonstrat loialitatea față de stăpâni. De exemplu, generalul Jebe a fost un soldat inamic care a doborât într-o bătălie calul lui Ghinghis înainte de a deveni mare Han.

#### Napoleon
Franța Napoleoniană postrevoluționară este și ea uneori considerată meritocratică. După Revoluția Franceză au rămas puțini din vechea elită. Când Napoleon a ajuns la putere, nemaiexistând vechea bază, a ales oamenii pe care i-a considerat potriviți pentru un anume rol, dintre ofițerii armatei sale, revoluționari din Adunarea Constituantă Franceză și chiar și foști aristocrați ca prim-ministrul Talleyrand. Această politică a fost rezumată în citatul „Carieră deschisă talentelor”.
Un bun exemplu este instituirea ordinului Legiunea de onoare, prima decorație de merit, accesibilă tuturor (chiar și femeilor), nu doar celor nobili sau bogați, ci pe baza faptelor de arme sau a meritelor științifice sau artistice.
Totuși, mai târziu, el adoptă o atitudine nemeritocratică, numindu-și frații în funcții de guvernatori, caz în care loialitatea era mai importantă ca meritul, caz obișnuit în politică.

#### Thomas Jefferson
Thomas Jefferson a susținut ferm forma de guvernământ meritocratică, considerând-o superioară altor forme și crezând într-o „aristocrație naturală”. care să se ocupe de binele public.

## State meritocratice

#### Republica Venețiană
Timp de peste un mileniu, până la cucerirea ei în 1797 de Napoleon, Republica Venețiană a folosit un sistem meritocratic pentru a desemna componența Consiliului Republicii, care asigura conducerea. În fiecare an, cetățenii erau punctați pe baza succeselor obținute - în academie, artă, comerț etc. - iar cei mai buni au fost numiți în Consiliu. Consiliul avea funcții legislative, juridice și executive. Consiliul alegea un Doge (Duce), fiind subînțeles că oricine a votat un Doge care iniția un război pe care îl pierdea, își pierdea viața și el.

#### Marele Ducat al Finlandei
Alt exemplu este Marele Ducat al Finlandei din secolul al XIX-lea, care, deși, formal, era o autocrație, în practică puterea era exercitată de clasa instruită. Deși originea și averea influențau educația, nu acestea au fost factorii determinați pentru accesul la funcțiile din serviciul public. Până în mijlocul secolului al XX-lea titlurile academice au rămas un atu în alegeri. De asemenea, deținerea unui grad militar a fost un factor decisiv în alegerea conducătorilor atât în domeniul public, cât și în cel privat, aspect care contează și astăzi.

#### Singapore
Între statele moderne, Singapore pretinde a fi o adevărată meritocrație, punând accent pe descoperirea și formarea tinerilor străluciți pentru posturi de conducere. În acest scop, rezultatele la învățătură sunt considerate cea mai importantă recomandare. Ca urmare, tineretul este forțat în sistemul de învățământ, aspecte negative inspirând filmul I Not Stupid.
Meritocrația din Singapore se datorează și modului în care orașul-stat a devenit independent. El a fost expulzat în 1965 din Statul federal al Malaysiei pentru că populația, în majoritate de origine chineză, a refuzat poziția superioară a celor șapte naționalități care formează „bumiputera” și care revendicau privilegii în virtutea faptului că erau indigeni. În contrast, Singapore cerea egalitatea tuturor cetățenilor, fapt care s-a perpetuat apoi în politica sa.
Totuși, se consideră că stratificarea societății din Singapore pe baza acestei politici aduce serioase dezavantaje și este criticată. Uneori principiile meritocrației n-au fost aplicate uniform, de exemplu, membrii familiei prim-ministrului Lee Kuan Yew au fost favorizați atât în administrație, cât și în viața economică. Deși mulți singaporezi sunt de acord că succesele economice se datorează, în bună măsură, promovării conducătorilor talentați, mulți cred (de exemplu, în urma scandalului în care a fost implicată Wee Shu Min) că societatea singaporeză a devenit una elitistă.

## Aspecte meritocratice în România postbelică
În România socialistă nu se aplicau principiile meritocrației. Deși repartizarea în producție a absolvenților unităților de învățământ superior se făcea în ordinea mediilor obținute în facultate, posturile disponibile la repartiție erau, toate, extrem de proaste, fiind cele refuzate de cei care le-au ocupat anterior. Aproape toți absolvenții apelau la alte mijloace (între care căsătoria avea un rol de frunte) pentru a se transfera într-un post mai convenabil. În continuare, promovarea se făcea pe criterii de nepotism sau politice.
După 1989, situația a evoluat, în prezent cel puțin ocuparea posturilor se face prin concurs. Se ocupă prin concurs, practic, toate posturile din administrația publică, învățământ, sănătate etc. Multe din aceste concursuri sunt însă controversate.

## Miscari meritocratice in lumea modernǎ

### OSHO
Pe la mijlocul anilor 1980 maestrul spiritual Osho a sugerat cǎ atât democrația, cât și comunismul ar trebui înlocuite de meritocrație. Portivit acestuia, doar persoanele având calificarea necesară ar trebui sǎ poatǎ vota. De asemenea, toți politicienii ar trebui sa aibă grade universitare adecvate domeniilor de competențǎ. Osho sugera guvernarea de către genii. Viziunea sa era ca diverse națiuni să devină meritocrații, după care sǎ se unească într-o meritocrație globalǎ.

### Partidul Meritocratic
În 2007 un grup anonim, numit Partidul Meritocratic, și-a publicat primul manifest, ajungând, în prezent, la peste două millioane de cuvinte (sunt discutați Hegel, Rousseau, Charles Fourier, Henri de Saint-Simon , printre alți filozofi , savanți , reformatori si revoluționari ) . Partidul Meritocratic are urmatoarele obiective:
1) O lume în care orice copil primește o șansă egală de a reuși în viațǎ. Nu ar trebui să existe școli private accesibile doar celor bogați, in contrast cu școlile publice de calitate inferioarǎ .  

2) Abolirea  Partidelor politice. Partidul Meritocratic doreste sǎ se înlăture și pe sine. Ideea e ca toți membrii Parlamentului sa fie independenți, aleși pentru experiența specifică si merit. 

3) Numai cei cu o educație și experiențǎ relevantǎ intr-un domeniu ar primi dreptul de a vota în acel domeniu. Existența unor examene standardizate ar garanta oricui le trece dreptul de a vota în domeniu. De exemplu, cei care doresc să voteze următorul Ministru al Finanțelor necesită o diplomǎ care aratǎ că au suficientǎ întelegere în acest domeniu pentru a face o decizie educatǎ . 

4) Introducerea unei Taxe de moștenire 100% , astfel încât elita bogatǎ nu va mai transmite averea urmasilor privilegiați , ci în Fondul Comunitar. Aceastǎ taxǎ va insemna sfarșitul elitelor dinastice și monarhiilor ereditare.  

5) Un sistem educațional reformat, bazat pe clasificările psihologice MBTI, și idei ale unor inovatori cum ar fi Rudolf Steiner sau Maria Montessori.Veniturile obținute prin Taxa de moștenire vor fi investite în mod primar în sistemul educațional , baza oricărei Meritocrații adevărate. 

6) Înlocuirea sistemului capitalist curent cu capitalismul social și înlocuirea Democrației cu o Republică Meritocraticǎ transparentă , sub o Constituție Meritocraticǎ.

7) Eliminarea nepotismului, cronyismului, discriminǎrii, privilegiului și a inegalității de șanse.
Pe situl lor web Partidul Meritocratic prezintă 5 principii meritocratice și 13 obiective principale.
Clanul Meritului este gazda tuturor partidelor meritocratice din lume si locul unde acestea pot fi găsite în funcție de țara de origine. Acest grup este responsabil pentru progresele și inovațiile aduse în meritocrație.